# Agneta Lundström
Agneta Karin Margaretha Lundström, född Nerman 18 maj 1938 i Oscars församling, Stockholm, är en svensk museiman och arkeolog.

## Biografi
Lundström blev filosofie licentiat 1969 och filosofie doktor 1971 på en avhandling som bygger på hennes deltagande i  forskningsprojektet Helgöundersökningen 1962–1974. Hon blev docent vid Stockholms universitet 1981.
Lundström var förste antikvarie vid Historiska museet 1975–1985 samt överintendent och chef för Livrustkammaren, Skoklosters slott och Hallwylska museet från 1985. 1999–2008 var hon överintendent och chef för Kungl. Husgerådskammaren. Hon har gett ut skrifter i nordisk och jämförande arkeologi, särskilt järnålder.
2005 tilldelades hon H.M. Konungens medalj 12:e storleken i serafimerordens band, med motiveringen "För förtjänstfulla insatser vid Kungl. Husgerådskammaren.

### Familj
Agneta Lundström är dotter till Birger Nerman och Barbro Nerman, född Nerman, samt var från 1959 gift med Per Lundström.